# Bothriocera fasciola
Bothriocera fasciola är en insektsart som beskrevs av Caldwell 1943. Bothriocera fasciola ingår i släktet Bothriocera och familjen kilstritar. Inga underarter finns listade i Catalogue of Life.